# Michael Klonovsky
Michael Klonovsky (* 19. August 1962 in Schlema, Kreis Aue) ist ein deutscher Journalist und Schriftsteller. Von Juni 2016 bis Anfang 2017 war er parteiloser Berater von Frauke Petry, als sie Bundessprecherin der Partei Alternative für Deutschland (AfD) war. Von Februar 2018 bis Dezember 2021 war er persönlicher Referent des AfD-Fraktionsvorsitzenden im Bundestag, Alexander Gauland, seit Januar 2022 ist er Mitarbeiter des Leipziger Bundestagsabgeordneten Matthias Moosdorf (AfD).

## Leben
Klonovsky wuchs in Ost-Berlin auf. Er machte zunächst eine Ausbildung als Maurer und holte sein Abitur nach. Bis 1989 arbeitete er als Maurer, Gabelstaplerfahrer, Sportplatzwart, ab 1988 als Korrektor bei der LDPD-Tageszeitung Der Morgen.
1990 wurde Klonovsky als Journalist für Der Morgen tätig. Im Juni 1991 erhielt er mit zwei anderen Redakteuren, Jan von Flocken und Erwin Jurtschitsch, den Wächterpreis der Tagespresse der Stiftung „Freiheit der Presse“ für couragierte Berichte zur „Aufdeckung und Behandlung von Menschenrechtsverletzungen durch die DDR-Justiz“. Nach der Einstellung des Morgen 1991 war Klonovsky freiberuflich tätig, darunter für Die Zeit. 1992 wechselte er nach München zum Focus. Dort arbeitete er zunächst als Redakteur. 2000 wurde er Chef vom Dienst für den Bereich Text. Von 2010 bis 2012 leitete er das „Debattenressort“. Im „gegenseitigem Einvernehmen“ endete am 31. Mai 2016 das Arbeitsverhältnis mit dem Focus. Zwei Monate zuvor hatte Klonovsky der Öffentlichkeit nach Angaben des Spiegel über seinen Blog mitgeteilt, ihm seien „sämtliche Nebentätigkeiten“ untersagt worden.
Klonovsky ist seit 2008 regelmäßiger Autor der Zeitschrift eigentümlich frei. Er gab der Zeitung Junge Freiheit Interviews und zitierte sie 2011 in seinem Roman Der Held. 2006 unterzeichnete er den von der Jungen Freiheit initiierten „Appell für die Pressefreiheit“ gegen den Ausschluss der Jungen Freiheit von der Leipziger Buchmesse.
Am 28. April 2016 gab Klonovsky bekannt, den Focus zu verlassen und ab dem 1. Juni 2016 als publizistischer Berater für die AfD-Vorstandssprecherin Frauke Petry tätig zu sein. In einem Interview mit der taz erklärte er, sich in seiner neuen Rolle als Spin-Doctor zu verstehen. Seine eigene politische Position bestimmte er auf Nachfrage als konservativ, mit einer „Konfliktlinie“ zu rechts. Laut Frankfurter Rundschau verortet sich Klonovsky zudem als „reaktionär“. Er übte die Beratertätigkeit an der Seite des Vorsitzenden der Jungen Alternative, Markus Frohnmaier aus. Anfang 2017 endete seine Beratertätigkeit nach einem Zerwürfnis mit Petry und deren Ehemann Marcus Pretzell.
Im Frühsommer 2017 wurde Klonovsky zum Pressesprecher der Fraktion der AfD im Landtag von Baden-Württemberg ernannt, die von Jörg Meuthen geführt wurde, Petrys größtem innerparteilichen Rivalen. Im Juli 2017 wurde Klonovsky als Mitglied einer „Spezialeinheit“ der AfD für den Bundestagswahlkampf 2017 benannt.
Im Dezember 2017 gab die AfD-nahe nationalkonservative Wochenzeitung Deutschland-Kurier die Mitarbeit von Klonovsky als Autor bekannt.
Seit Februar 2018 ist Klonovsky als persönlicher Referent des AfD-Fraktionsvorsitzenden Alexander Gauland tätig.
Er betreibt den Blog „Acta diurna“. In einem Eintrag vom 12. September 2019 bezichtigt er Polen im Jahr 1939 „unbändiger Provokationslust“. Weiter heißt es: „Seit 1968 findet ein Prozess gegen die Akteure der jüngeren deutschen Geschichte statt, in dem nur Belastungszeugen zugelassen sind. … Was geschah tatsächlich vor dem deutschen Angriff auf Polen vor 80 Jahren? Und warum weigern sich deutsche Offizielle, über dieses Thema zu sprechen?“ Klonovsky nennt einen Entlastungszeugen und publiziert unkommentiert einen Text von Exgeneral Gerd Schultze-Rhonhof.
Klonovsky hat als Autor in mehreren Genres gearbeitet. Dazu gehören Romane und Essays, aber auch Aphorismen, ein Sportbuch und ein Weinratgeber. 2001 veröffentlichte Klonovsky seinen ersten Roman, Der Ramses-Code, der die Entzifferung der ägyptischen Hieroglyphen durch Jean-François Champollion vor dem historischen Hintergrund der Ägypten-Expedition Napoleons sowie dessen Aufstieg und Fall beschreibt. 2005 erschien Klonovskys autobiographisch inspirierter Deutschland-Roman Land der Wunder, 2008 ein Aphorismen-Band und eine Hommage an Giacomo Puccini zu dessen 150. Geburtstag. Im Verlag von André F. Lichtschlag, dem Herausgeber von eigentümlich frei, veröffentlichte er zwei Bücher. Mitte der 1990er Jahre gab Klonovsky zudem die Niederschriften des autistischen Autors Birger Sellin in zwei Büchern heraus, die in mehrere Sprachen übersetzt wurden. 2007 fungierte Klonovsky als Herausgeber einer Sammlung von Sentenzen aus dem Werk des Kolumbianers Nicolás Gómez Dávila.
Klonovsky ist in zweiter Ehe mit der in Kaliningrad geborenen israelischen Pianistin Elena Gurevich verheiratet und hat vier Kinder. Er lebt in München.

## AfD-Kandidatur
Im Dezember 2020 wurde Klonovsky zum Direktkandidaten der AfD im Wahlkreis Chemnitz für die Bundestagswahl 2021 gewählt und setzte sich dabei gegen MdB Ulrich Oehme durch. Klonovsky war jedoch nicht über die Landesliste abgesichert, weil er im Februar 2021 die Abstimmung um Platz 2 der Landesliste gegen MdB Jens Maier verloren hatte, und gelangte deshalb nicht in den Bundestag.

## Positionen und Rezeption

### Parteienlandschaft
Im Sommer 2010 sprach sich Klonovsky in einem Artikel im Focus für eine „Bürgerbewegung“ rechts von der CDU aus. „Nie war die Zeit für die Gründung einer konservativen Alternative zur CDU günstiger als heute“, schrieb er.

### Political Correctness
1995 kritisierte Klonovsky in einem Focus-Artikel an zahlreichen Beispielen eine „Bewegung“ der political correctness, die unter dem Vorwand einer Sprachpflege die Meinungsfreiheit angreife. Diese in den USA entstandene Bewegung breite sich seit 1990 auch in Deutschland aus. Sie vertrete „postsozialistische Heilsbotschaften […]: Multikulti, one-world-Visionen, Feminismus. Die nach dem Scheitern des Sozialismus frustrierte Linke bildete in den USA den Katalysator, in Deutschland den Motor der pc-Bewegung.“
Martin Dietzsch vom Duisburger Institut für Sprach- und Sozialforschung und Anton Maegerle kritisierten diese Aussagen Klonovskys als Beispiele für den Gebrauch von political correctness als „Kampfbegriff aller Rechten“ gegen Linke. In einem 1996 verfassten Aufsatz ordneten sie Klonovsky aufgrund dieser Aussagen in die Neue Rechte ein.
Alan Posener macht bei Klonovsky wie bei anderen Autoren der Neuen Rechten eine programmatische „Verrohung der Sprache“ aus, die den Hass salonfähig mache und so eine Anbindung an das „Pack“ gewährleiste. Bestimmte Formulierungen von Klonovsky hätten auch „von einem islamistischen Rapper stammen“ können. Man könne, so die Frankfurter Rundschau, Klonovskys Texte „für ironisch halten“, wie er es tut, „aber wer in ihnen nicht mehr als eine Vermählung von Widerwärtigkeit und Dummheit erkennt, liegt auch nicht falsch.“

### Feminismus und Antifeminismus
Die von Klonovsky im Programmentwurf für eine neue konservative Alternative zur CDU dargestellte Position zum Feminismus und zur Genderthematik beschrieb die Sozialpädagogin Isolde Aigner als Beispiel für „antifeministische Denkmuster im medialen Diskurs“. Sie habe festgestellt, dass Klonovsky 2010 und 2011 fast alle Artikel des Focus zu den Themen Gleichstellung der Geschlechter, Gender, Gender-Mainstreaming und Feminismus verfasst habe, diese oft in die Nähe von Sozialismus und Kommunismus rücke, als Benachteiligung des Mannes zu diskreditieren versuche und damit eine dezidiert antifeministische Haltung einnehme. So mache er die Frauenbewegung für eine angebliche „Dressur“ und Verweichlichung des Mannes verantwortlich, die aus Männern „nur noch Schrumpfmänner“ gemacht habe, die „weder Heroismus noch Größe“ kennten.
Ursula G. T. Müller nannte den Focus und Klonovsky als ein Beispiel dafür, dass bedeutende Medien eine Krise der Männer oder der Männlichkeit heraufbeschwörten und dafür den Feminismus, Feministinnen oder Frauen verantwortlich machten.
2012 bezeichnete die Zeitschrift Emma Klonovsky als „Strippenzieher“ (Fototitel) einer „Verschwörung der Maskulisten“ (Artikeltitel) gegen die Frauen, die Frauenbewegung und Gender-Mainstreaming. Dazu zitierte sie unter anderem Aussagen Klonovskys wie „Der Feminismus ist ein Luxusphänomen“ und die „Männer sind das benachteiligte Geschlecht“ und stellte fest: Solche Aussagen würden in „geachteten Blättern“ wie der FAZ und dem Spiegel sowie in „bekennend rechten Blättern“ wie der Jungen Freiheit, Sezession oder eigentümlich frei zunehmend aufgegriffen.

### Rassistische Ausschreitungen 2007
Die Berichterstattung über die rassistischen Ausschreitungen in Mügeln 2007 bezeichnete Klonovsky in einem Focus-Artikel als einen Fall von „Vorverurteilung“ und betonte, dass nicht nur Ausländer, sondern auch Deutsche verletzt worden seien. Die Politikwissenschaftlerin Britta Schellenberg schrieb in einer Analyse über Klonovskys Artikel, dass der Focus als einziges Medium abgestritten habe, dass es sich bei den Gewalttaten um einen fremdenfeindlichen Übergriff handelte.

### Rechtsstreit mit Anton Maegerle
Im Jahr 2008 wurde Klonovsky und dem Focus mit Beschluss des Landgerichts Berlin untersagt, künftig zu behaupten, der Journalist Anton Maegerle arbeite „gleich für fünf verfassungsschutzrelevante Periodika“, die als linksextremistisch eingestuft werden. In einem Artikel 2007 im Focus unter der Überschrift „Ich sehe was, was du nicht siehst“ hatte sich Klonovsky diese Falschaussage von Felix Krautkrämer, einem Autor der Jungen Freiheit, zu eigen gemacht.

### Soziale Gerechtigkeit
2010 schrieb Klonovsky zum Begriff soziale Gerechtigkeit: „Die Tatsache, dass es unproduktive Unterschicht, Sozialschmarotzer, ja dass es Plebs gibt, findet der Gutmensch so skandalös, dass er jeden zum Schlechtmenschen erklärt, der darauf hinweist. Wenn es sich obendrein noch um Migranten handelt, kommt der hierzulande so beliebte Rassismus- und Ausländerfeindlichkeitsvorwurf mit derselben Sicherheit zur Anwendung, wie dessen Handhaber fernab von sozialen Brennpunkten siedeln.“ Der Soziologe Dirk Kaesler kritisierte diese Aussagen als Beispiel dafür, dass die politische Rechte „Gutmensch“ als politischen Kampfbegriff zur Diskreditierung politischer Gegner benutze: „Indem sie „linke“ Ideale als „Gutmenschentum“ abwertet, unterstreicht sie den Anspruch, selbst realistisch und auf der Sachebene zu argumentieren.“

### Einwanderung
Klonovsky gehörte zu den Erstunterzeichnern der von Vera Lengsfeld ausgegangenen Initiative „Gemeinsame Erklärung 2018“. In deren Wortlaut wird eine Beschädigung Deutschlands durch „illegale Masseneinwanderung“ behauptet und Solidarität mit friedlichen Demonstranten bekundet, welche für eine Wiederherstellung der „rechtsstaatliche[n] Ordnung an den Grenzen unseres Landes“ demonstrieren. Neben Klonovsky unterzeichneten unter anderem Thilo Sarrazin, Matthias Matussek, Uwe Tellkamp und Henryk M. Broder die Erklärung.

## Einzelne Publikationen

### Romane

#### Der Ramses-Code (2001)
Der Ramses-Code ist ein historischer Roman um die dramatische Entzifferung der ägyptischen Hieroglyphen durch Jean-François Champollion. Christian von Ditfurth (Die Welt) bewertete das Werk als einen historischen Roman „erster Güte“. Klonovsky verstehe es meisterhaft, den Leser in den Bann des Protagonisten Jean-François Champollion zu ziehen.

#### Land der Wunder (2005)
Der Roman, der die Verwestlichung der in Ostberlin aufgewachsenen Hauptfigur Johannes Schönbach thematisiert, wurde unter anderem in der Süddeutschen Zeitung, im Deutschlandradio von Florian Felix Weyh sowie der Welt besprochen. Während Felix Weyh vom Deutschlandradio den Roman als „literarisches Wunder“ und als „gnadenlos sarkastische Röntgenaufnahme des deutsch-deutschen Konversionsprozesses von 1987 bis ans Ende des Jahrtausends“ sieht, wird er in der Süddeutschen Zeitung von Silja Ukena als „Ost-Klamotte“ verrissen.

### Aphorismen und Feuilletons

#### Jede Seite ist die falsche (2008)
Im 2008 veröffentlichten Aphorismenband Jede Seite ist die falsche erkannte Johannes Saltzwedel „präzise Bosheiten“; in diesem Buch führe „endlich mal wieder jemand virtuos die Wort-Klinge“.
Ein Rezensent der FAZ sah in „Klonovskys Gegenoffensiven oft nicht mehr als die Antwort des unkorrumpierten Verstandes auf die vermischten Meldungen des Tages, die nicht mehr als Fall, sondern als Struktur betrachtet werden“.

#### Lebenswerte (2009)
Zum 2009 veröffentlichten Werk Lebenswerte meinte Peter Sloterdijk im Philosophischen Quartett vom 7. Juni 2010, es handele sich um „Feuilletons von ungewöhnlicher Brillanz. Man fühlt sich in die Zeit von Tucholsky zurückversetzt, als die deutsche Sprache noch vibrierte.“ Auch im Deutschlandradio Kultur wurden diese Texte positiv aufgenommen.

#### Der Held. Ein Nachruf (2011)
Matthias Matussek nannte Klonovskys 2011 veröffentlichtes Sachbuch Der Held. Ein Nachruf im Spiegel einen „brillanten Buchessay“. Eine Lesung zum Buch hielt er unter anderem auf dem Haus der Marburger Burschenschaft Rheinfranken. In der Sendung Kurz und kritisch im Deutschlandradio Kultur wird das Buch als „Aufstand gegen ein weichgespültes Männerbild“ und „scharfe Zeitdiagnostik“ rezensiert: „Gäbe es in Deutschland noch eine nennenswerte konservative Publizistik, wäre Klonovsky ihr Star: scharfzüngig, geistreich und so reaktionär, wie es die entmannte Wirklichkeit fordert.“
Laut WAZ behandelt Klonovsky sein Thema einseitig. Er behaupte einen neuen Männertypus des „‚Schrumpfmann‘[s]“, der „‚lieber den Schwanz ein‘[kneife], als Familie, Land und Ehre zu verteidigen“ und sehe in „einer überalterten, wehleidigen, von Schuldgefühlen gesteuerten, feminisierten und der Androgynität huldigenden Gesellschaft“ die Ursache für das Fehlen eines positiven Männerbildes und dass Väter als entbehrlich angesehen würden.

#### Aphorismen und Ähnliches (2014)
Im September 2014 erschien Klonovskys Sammelband Aphorismen und Ähnliches im Karolinger Verlag. Richard Gebhardt schrieb in der Zeit Online, dass die Aphorismen-Sammlung zu großen Teilen aus literarischen Ressentiments bestehe und erzreaktionär sei. Klonovsky wende sich insbesondere gegen eine imaginierte Diktatur der politisch Korrekten, den vermeintlichen Niedergang des weißen heterosexuellen Mannes sowie den „Kampf gegen Rechts“. Christoph Giesa beschrieb auf The European den Sammelband als voller Vorurteile gegenüber dem Islam sowie Homosexuellen, Feministinnen und Frauen. Als Beispiele zitierte Giesa Sätze wie „Jeder Muezzinruf beinhaltet eine Feinderklärung“, „Die überflüssige Gebärmutter hat sich aus den Klöstern in die Universitäten und Institute emanzipiert“ und „In der Idee, schwulen Paaren das Adoptionsrecht zu geben, weht der Geist der Paralympics“. Weiterhin versuche Klonovsky die NS-Zeit zu relativieren, etwa durch Klagen, dass es mittlerweile nahezu unmöglich sei, „sich öffentlich anders als in einer dämonologischen Sprache über Hitler und seine Spießgesellen zu äußern, das heißt: Die Anti-Aufklärung hat auf breiter Front gesiegt.“
Johannes Saltzwedel rezensierte dagegen im Spiegel, dem Buch gelinge es, die Gegenwart zu analysieren, Stoff für Debatten zu liefern und das Sprachbewusstsein zu schärfen: „In knappen, frechen, brillanten und oft paradox klingenden Sätzen provoziert es zum Nachdenken.“ Von der Kohlendioxidbilanz bis zur Literaturkritik sei kein aktuelles Thema tabu. Klonovskys Stil und Stoff erreichten „die zeitlos nüchterne Einsicht großer Moralisten wie Nicolas Chamfort oder Walter Serner“.

#### Bitte nach Ihnen (2015)
In einer Rezension des 2015 erschienenen Aphorismenbandes Bitte nach Ihnen. Reaktionäres vom Tage attestiert Florian Felix Weyh Klonovsky Zeitkritik mit logischen Bruchstellen. Der Band sei lesenswert und biete viele interessante und richtige Einsichten, offenbare jedoch auch eine Schwäche des rechten Denkens: das Ressentiment. Wie alle Intellektuellen, die sich eindeutig – links oder rechts – positionieren, verliere Klonovsky teilweise die Fähigkeit zum differenzierten Denken.

#### Die Liebe in Zeiten der Lückenpresse (2016)
Für Andreas Speit ist die Tatsache, dass Klonovsky seine Bücher Bitte nach Ihnen und Die Liebe in Zeiten der Lückenpresse (Anspielung auf Lügenpresse) im rechten Verlag Manuscriptum veröffentlicht hat, neben dessen Tätigkeit bei eigentümlich frei ein Beleg dafür, dass er „weit rechts publiziert“. Der letztgenannte Band ist zudem 2016 auszugsweise in der Zeitschrift Compact veröffentlicht worden. Klonovsky bezeichnete Bundeskanzlerin Merkel darin als „Verfassungsfeindin“, „Überlinke“ und „Liquidatorin“.

## Auszeichnungen
- 1990: erster Preis unter den drei Auszeichnungen mit dem Wächterpreis der deutschen Tagespresse für Klonovsky zusammen mit Jan von Flocken und Erwin Jurtschitsch (alle Der Morgen, Berlin). Der Preis wird von der Stiftung „Freiheit der Presse“ verliehen. Grund der Auszeichnung war die Aufdeckung und Behandlung von Menschenrechtsverletzungen durch die DDR-Justiz.[70][71]
- 2000: Medienpreis PONS PONS 2000 für kreative Wortschöpfungen des Pons-Verlages für Klonovskys Ausdruck Ewigmorgiger. Insgesamt wurden 14 Journalisten ausgezeichnet.[72]
- 2013 Dr.-Jörg-Mutschler-Preis für couragierten politischen Journalismus. Der Preis wurde erstmals verliehen.[73]

## Veröffentlichungen
- Zusammen mit Jan von Flocken, Christian Münter: Die Toten vom „Platz der Freiheit“: Lager Ketschendorf und Friedhof Halbe. Zwei Stätten stalinistischer Verbrechen in Deutschland. In: Der Morgen. 24./25. Februar 1990.
- Zusammen mit Jan von Flocken: Stalins Lager in Deutschland 1945–1950. Dokumentation. Zeugenberichte. Ullstein Verlag, Berlin 1991, ISBN 3-550-07488-3 (Taschenbuch: dtv, München 1993, ISBN 3-423-02966-8).
- Der Ramses-Code. Aufbau-Verlag, Berlin 2001, ISBN 3-352-00575-3.
- Zusammen mit Uli Martin: Welcher Wein zu welcher Frau? Ein politisch unkorrekter Ratgeber. Hallwag, München 2001, ISBN 3-7742-0044-0.
- Radfahren. Kleine Philosophie der Passionen. dtv, München 2006, ISBN 3-423-34289-7.
- Land der Wunder. Kein & Aber, Zürich 2005, ISBN 3-0369-5139-3 (Taschenbuch: Rowohlt, 2009, ISBN 978-3-499-24796-5).
- Jede Seite ist die falsche. Aphorismen und Ähnliches. Lichtschlag-Verlag, Grevenbroich 2008, ISBN 978-3-939562-11-5.
- Der Schmerz der Schönheit. Über Giacomo Puccini. Berlin Verlag, Berlin 2008, ISBN 978-3-8270-0771-1.
- Lebenswerte. Lichtschlag-Verlag, Grevenbroich 2009, ISBN 978-3-939562-18-4.
- Der Held. Ein Nachruf. Diederichs Verlag, München 2011, ISBN 978-3-424-35058-6.
- Aphorismen und Ähnliches. Karolinger Verlag, Wien 2014, ISBN 978-3-85418-159-0.
- Bitte nach Ihnen. Reaktionäres vom Tage. Acta diurna 2012–14. Manuscriptum, Waltrop und Leipzig 2015, ISBN 978-3-944872-13-1.
- Die Liebe in Zeiten der Lückenpresse. Reaktionäres vom Tage. Acta diurna 2015. Manuscriptum, Waltrop und Leipzig 2016, ISBN 978-3-944872-28-5.
- Schilda wird täglich bunter. Reaktionäres vom Tage. Acta diurna 2016. Manuscriptum, Waltrop und Leipzig 2017, ISBN 978-3-944872-45-2.
- Bunt wie ein Niqab. Reaktionäres vom Tage. Acta diurna 2017. Manuscriptum, Waltrop und Leipzig 2018, ISBN 978-3-944872-76-6.
- Goldstück-Variationen. – Reaktionäres vom Tage. Acta diurna 2018. Manuscriptum, Waltrop und Leipzig 2019, ISBN 978-3-94-487293-3.
- Der fehlende Hoden des Führers. – Vermischte Essais. Karolinger Verlag, Wien und Leipzig 2019, ISBN 978-3-85-418193-4.
- Die neuesten Streiche der Schuldbürger. Reaktionäres vom Tage. Acta diurna 2019. Manuscriptum, Waltrop und Leipzig 2020, ISBN 978-3948075156.
- Im Ernstfall gibt es keine Konstrukte. Seine schönsten Hass- und Schmähreden. Manuscriptum, Waltrop und Leipzig 2020, ISBN 978-3948075637.
- Im Abgang ein Hauch von Schwefel. Reaktionäres vom Tage. Acta diurna 2020–2021. Manuscriptum, Waltrop und Leipzig 2022, ISBN 978-3948075408
- Die schöne Apothekerin. Sechs Erzählungen. Manuscriptum, Waltrop und Leipzig 2023, ISBN 978-3948075583
- Rote Linien. Manuscriptum, Waltrop und Leipzig 2023, ISBN 978-3948075668

Herausgeberschaft
- Birger Sellin: Ich will kein Inmich mehr sein. Botschaften aus einem autistischen Kerker. Kiepenheuer & Witsch, Köln 1995, ISBN 3-462-02289-X.
- Birger Sellin: Ich Deserteur einer artigen Autistenrasse: neue Botschaften an das Volk der Oberwelt. Kiepenheuer & Witsch, Köln 1995, ISBN 3-462-02457-4.
- Nicolás Gómez Dávila: Es genügt, dass die Schönheit unseren Überdruss streift… Aphorismen. Reclam-Verlag, Stuttgart 2007, ISBN 978-3-15-020141-1.